# Tim Dinsdale
Timothy Kay Dinsdale (Aberystwyth, 27 settembre 1924 – Reading, 14 dicembre 1987) è stato un ingegnere britannico, famoso come il cercatore criptozoologo del mostro di Loch Ness, infatti avvistato e filmato due volte.

## Biografia

### I primi anni
Tim Dinsdale nacque ad Aberystwyth, in Galles, il 27 settembre 1924, figlio di Felix Dinsdale e di Dorys Smith. Cresciuto nell'India britannica, dove il padre lavorava per una società britannica, si trasferì con i genitori in Inghilterra, dopo essere sopravvissuto al dirottamento navale da parte dei pirati, e frequentò la King's School di Worcester.
Nel 1943, dopo il diploma alla scuola tecnica aeronautica di De Havilland, prestò servizio nella Royal Air Force come pilota in Rhodesia, ora Zimbabwe, durante la seconda guerra mondiale. In seguito, lavorò come ingegnere aeronautico.

### Il mostro di Loch Ness
Il suo interesse per i fenomeni di Fortean iniziò con una casa infestata in Québec. Nel 1955, quando tornò in Inghilterra, un curioso articolo di rivista intitolato "Il giorno in cui vidi il mostro di Loch Ness" suscitò ulteriormente la sua curiosità.
Determinato a provare l'esistenza di Nessie, il misterioso mostro che abiterebbe nelle profondità del lago scozzese di Loch Ness, vi si recò da solo in una spedizione. Il quinto giorno, il 23 aprile 1960, deluso mentre faceva colazione, filmò un oggetto che poi affermò essere la gobba del mostro. Alcuni credono che la pellicola sgranata sia la prova dell'esistenza del mostro. La JARIC, centro di analisi delle immagini e di intelligence inglese, lo analizzò e credette che fosse un oggetto animato, ma analisi successive suggerirono che il filmato era di un motoscafo.
Dedicò la sua vita a ottenere ulteriori prove, prendendo parte a un totale di cinquantasei spedizioni, molte delle quali da solo. Anche se affermò di aver visto in seguito la testa e il collo del mostro in due occasioni, non riuscì a ottenere altri filmati. Pubblicò anche numerosi libri sull'argomento. Non fu mai esplicito sull'identità zoologica che prediligeva per il mostro, ma preferiva chiaramente l'idea che si trattasse di un plesiosauro vivente, anche se aveva subito un discreto cambiamento dalla fine del Cretaceo.
Il detective Simon Dinsdale, il suo primo figlio, lo accompagnò nelle sue ricerche e videro con i loro occhi l'animale.

### La morte
Nel luglio 1987, pochi mesi prima della sua morte, la società internazionale di criptozoologia lo rese un membro onorario, notando la dedizione per l'instigazione, e l'onestà e l'integrità con cui aveva proceduto. Morì prematuramente di un attacco di cuore a Reading, dove abitava, il 14 dicembre 1987, all'età di 63 anni.
È commemorato nel Dinsdale Memorial Award. Dopo la sua morte, il chimico e criptozoologo Henry H. Bauer scrisse: "Tim Dinsdale ha avuto una profonda influenza su molti di noi".

## Vita privata
Nel 1951, sposò Wendy ed ebbe quattro figli: Simon, Alexandra, Dawn e Angus.

## Pubblicazioni
- Loch Ness Monster, Routledge & Kegan Paul, 1961;
- The Leviathans, Routledge & Kegan Paul, 1966;
- Loch Ness Monster, 2ª edizione, Routledge & Kegan Paul, 1972;
- The Story of the Loch Ness Monster, Target, 1973, ISBN 0-426-10591-5;
- Project Water Horse. The true story of the monster quest at Loch Ness, Routledge & Kegan Paul, 1975, ISBN 0-7100-8030-1;
- The Leviathans, edizione rivisitata, Futura, 1976, ISBN 0-86007-365-3;
- The facts about Loch Ness and the monster, Johnston & Bacon, 1977.